# Большое Можейково (Щучинский район)
Большое Можейково (бел. Вялікае Мажэ́йкава) — агрогородок в Щучинском районе Гродненской области Беларуси. Административный центр Можейковского сельсовета.

## География
Пролегают дороги Н-6255, Н-6266.
Ближайшие населённые пункты Дамовцы, Зеневцы, Холечино, Церковцы и др.

### Гидрография
Около реки Ищельнянка.

## Этимология
Мазека или Мазика (Mazecha, Mazika) — имя германского происхождения. Соответствие литовских имен на -ейка (-іка) германским именам с суффиксом -к- (Вилейка — Wilico, Минейка — Minnico, Радейка — Radecke < Radacho и т.д.) утвердил французский лингвист-германист Раймонд Шмитляйн, который на основании многолетних исследований пришел к выводам о германском происхождении литовских собственных имен.

## История
В письменных источниках Можейково впервые упоминается в начале XVI века как дворец (фольварк) в составе великокняжеской Желудокской волости Троцкого воеводства.
В 1905 году в Лебедской волости Лидского уезда Виленской губернии.
В 2010 году деревня Большое Можейково преобразована в агрогородок.

## Население

### Численность
- 2009 год — 672 жителей

### Динамика
- 1905 год — 61 жителей (17 муж., 24 жен.), Можейков Великий[5]
- 1999 год — 802 жителей (перепись населения)
- 2009 год — 672 жителей (перепись населения)[5]

## Культура
- Дом культура

## Достопримечательность
- Усадебно-парковый комплекс Ходкевичей (XVIII — нач. XIX вв.)[6]. Памятник архитектуры.  Историко-культурная ценность Республики Беларусь, шифр 412Г000620. Основатель Адам Тадеушевич Ходкевич.
- Ботанический памятник природы республиканского значения – парк «Большое Можейково».